# Mesagne
Mesagne är en ort och kommun i provinsen Brindisi i regionen Apulien i Italien. Kommunen hade 26 836 invånare (2017).